# Klavdijo
Klavdijo je moško osebno ime.

## Izvor imena
Ime Klavdijo je različica moškega osebnega imena Klavdij.

## Pogostost imena
Po podatkih Statističnega urada Republike Slovenije je bilo na dan 31. decembra 2007 v Sloveniji število moških oseb z imenom Klavdijo: 89.

## Osebni praznik
Osebe z imenom Klavdijo lahko godujejo takrat kot osebe z imenom Klavdij.